# 田口純
田口 純（たぐち あつし、1961年7月 - ）は、日本の言語学者。岡山理科大学獣医学部教授。広島県立呉宮原高等学校、京都産業大学外国語学部言語学科卒業。鳴門教育大学大学院学校教育研究科修了。

## 経歴
- 1984年 - 京都産業大学外国語学部言語学科言語学専修英米語専攻卒業。
- 1986年 - 鳴門教育大学大学院学校教育研究科修了。
- 1991年 - 筑紫女学園短期大学英文科講師就任。
- 1998年 - 筑紫女学園大学文学部英語学科助教授就任。
- 2004年 - 同教授。
- 2018年 -  岡山理科大学獣医学部獣医学科教授就任。

## 所属学会
- 日本言語学会
- 日本語教育学会
- 大学英語教育学会
- 日本エドワードサピア協会
- 西賀茂言語談話会
- 鳴門教育大学英語教育学会
- 英語音声学会
- 日本文体論学会
- 英語コーパス学会
- 外国語教育メディア学会[1]